# Two of Us (album của TVXQ)
Two of Us là album remix thứ tư của Tohoshinki và là album remix đầu tiên của nhóm với tư cách hai thành viên hiện tại. Album được phát hành ngày 5 tháng 10 năm 2016.
Album là bản phối lại của các ca khúc nằm trong bốn album đầu tay khi nhóm hoạt động với Yunho và Changmin bao gồm: Tone (2011), Time (2013), Tree (2014) và With (2014).
Khi ra mắt album đã đứng hạng 2 trên Oricon Albums Chart và Billboard Japan Top Albums Chart, bán ra được 28.000 bản.

## Danh sách bài hát
| STT              | Nhan đề                                                                         | Phổ lời          | Phổ nhạc                                   | Remix                              | Thời lượng |
| ---------------- | ------------------------------------------------------------------------------- | ---------------- | ------------------------------------------ | ---------------------------------- | ---------- |
| 1.               | "Intro ~The Dawn Sky~"                                                          |                  | Tsukiko Nakamura                           | Shinjiroh Inoue                    | 1:38       |
| 2.               | "Baby, don’t cry" (Two of Us ver.)                                              | H.U.B.           | Fredrik Jernberg Erik Lidbom Hide Nakamura | Goro Ito                           | 4:26       |
| 3.               | "Believe In U" (Two of Us ver.)                                                 | Shinjiroh Inoue  | Shinjiroh Inoue                            | KONCOS                             | 4:56       |
| 4.               | "Sweat" (Two of Us ver.)                                                        | H.U.B.           | Hanif Sabzevar Kevin Borg Nicklas Eklun    | Mamoru S Tsuyoshi Fujita           | 4:05       |
| 5.               | "Interlude ~This Dear Ocean~"                                                   |                  | Inoue                                      | Inoue                              | 0:40       |
| 6.               | "逢いたくて逢いたくてたまらない" (Aitakute Aitakute Tamaranai) (Two of Us ver.) | Inoue            | Inoue                                      | Inoue                              | 5:13       |
| 7.               | "One More Thing" (Two of Us ver.)                                               | H.U.B.           | her0ism                                    | Gota Yashiki                       | 4:09       |
| 8.               | "In Our Time" (Two of Us ver.)                                                  | Inoue            | Inoue                                      | Koichi from Sawagi                 | 6:01       |
| 9.               | "OCEAN" (Two of Us ver.)                                                        | Inoue            | Inoue                                      | Mamoru S Tsuyoshi Fujita           | 5:05       |
| 10.              | "Interlude ~Sinking Sun~"                                                       |                  | Inoue                                      | Inoue                              | 0:55       |
| 11.              | "Duet" (Two of Us ver.)                                                         | Inoue            | Inoue                                      | Yoichiro Kakizaki                  | 4:54       |
| 12.              | "Interlude ~Blue Moment~"                                                       |                  | Inoue                                      | Inoue                              | 0:52       |
| 13.              | "One and Only One" (Two of Us ver.)                                             | Inoue            | Peter Kvint Jonas Myrin                    | Eiichi Kogrey George (MOP of HEAD) | 4:01       |
| 14.              | "Time Works Wonders" (Two of Us ver.)                                           | Inoue            | Peter Gordeno Jamie Hartman                | Kakizaki                           | 4:28       |
| 15.              | "Chandelier" (Two of Us ver.)                                                   | H.U.B.           | Matthew Tishler Andrew Underberg           | Gakuji "CHABE" Matsuda             | 4:36       |
| 16.              | "Weep" (Two of Us ver.)                                                         | Inoue            | solaya                                     | Matsuda                            | 4:22       |
| 17.              | "Outro ~Silence of The Night~"                                                  |                  | Tsukiko Nakamura                           | Inoue                              | 1:38       |
| Tổng thời lượng: | Tổng thời lượng:                                                                | Tổng thời lượng: | Tổng thời lượng:                           | Tổng thời lượng:                   | 1:01:59    |

## Nhân sự
Đội ngũ thực hiện được lấy từ thông tin đĩa nhạc trong album.
- Tohoshinki – main vocals
- Shinjiroh Inoue – music, arrangement, programming, mixer, recorder, guitar
- Tsukiko Nakamura – vocals, music, guitar
- Goro Ito – remixer, classical guitar, programming
- Keita Ogawa – drums, percussion
- Masayasu Tzboguchi – Rhodes piano
- KONCOS – remixer
- Taichi Furukawa – piano, drums, synthesizers
- Hiroshi Sato – guitar
- Gakuji "MABE" Matsuda – technical advisor, remixer, triangle, conga
- Tsutomu Oikawa – mixer, recorder
- Mamoru S – mixer, programming, guitar
- Tsuyoshi Fujita – remixer, programming, electric guitar
- Atsushi Hattori – mixer
- Tadashi Iwamura – drums
- Taizo Nakamura – bass
- Gota Yashiki – remixer, programming, drums
- Dub Maxer X – mixer
- Mitsuhiro Tanigawa – recorder
- KOICHI from SAWAGI – remixer, piano
- Yoichiro Kakizaki – programmer, remixer, piano, guitar
- Kitaro Nakamura – bass
- Obawo Nakajima – percussion
- Kiyoto Konda – guitar
- Tatsuya Morokaji – mixer, recorder
- Eiichi Kogrey – remixer, drums, bass, recorder
- George (MOP of HEAD) – remixer, piano, synthesizers, mixer, recorder
- Mio Abe – violin
- Akico Maruyama – violin
- TSUTCHIE – mixer
- Mastered by Yuka Koizumi
- Illustrator: Hitoshi Kuroki
- Booklet liner notes: Takashi Inomata
- Art direction and design: Masaru Nakagawa

## Xếp hạng

### Weekly charts
| Chart (2016)               | Peak position |
| -------------------------- | ------------- |
| Album Nhật Bản (Oricon)    | 2             |
| Billboard Japan Top Albums | 2             |

### Sales
| Phát hành             | Oricon chart         | Hạng | Lượng bán ra đầu tiên | Tổng lượng bán ra | Chart run |
| --------------------- | -------------------- | ---- | --------------------- | ----------------- | --------- |
| Ngày 5 tháng 10, 2016 | Daily Albums Chart   | 1    | 22,801                | 30,638            | 3 tuần    |
| Ngày 5 tháng 10, 2016 | Weekly Albums Chart  | 2    | 27,951                | 30,638            | 3 tuần    |
| Ngày 5 tháng 10, 2016 | Monthly Albums Chart | 13   | 30,638                | 30,638            | 3 tuần    |
| Ngày 5 tháng 10, 2016 | Yearly Albums Chart  | —    | TBA                   | 30,638            | 3 tuần    |